# Eupherusa nigriventris
Eupherusa nigriventris là một loài chim trong họ Chim ruồi.